# Xylocopa buginesica
Xylocopa buginesica là một loài Hymenoptera trong họ Apidae. Loài này được Vecht mô tả khoa học năm 1953.